# System Mensendieck

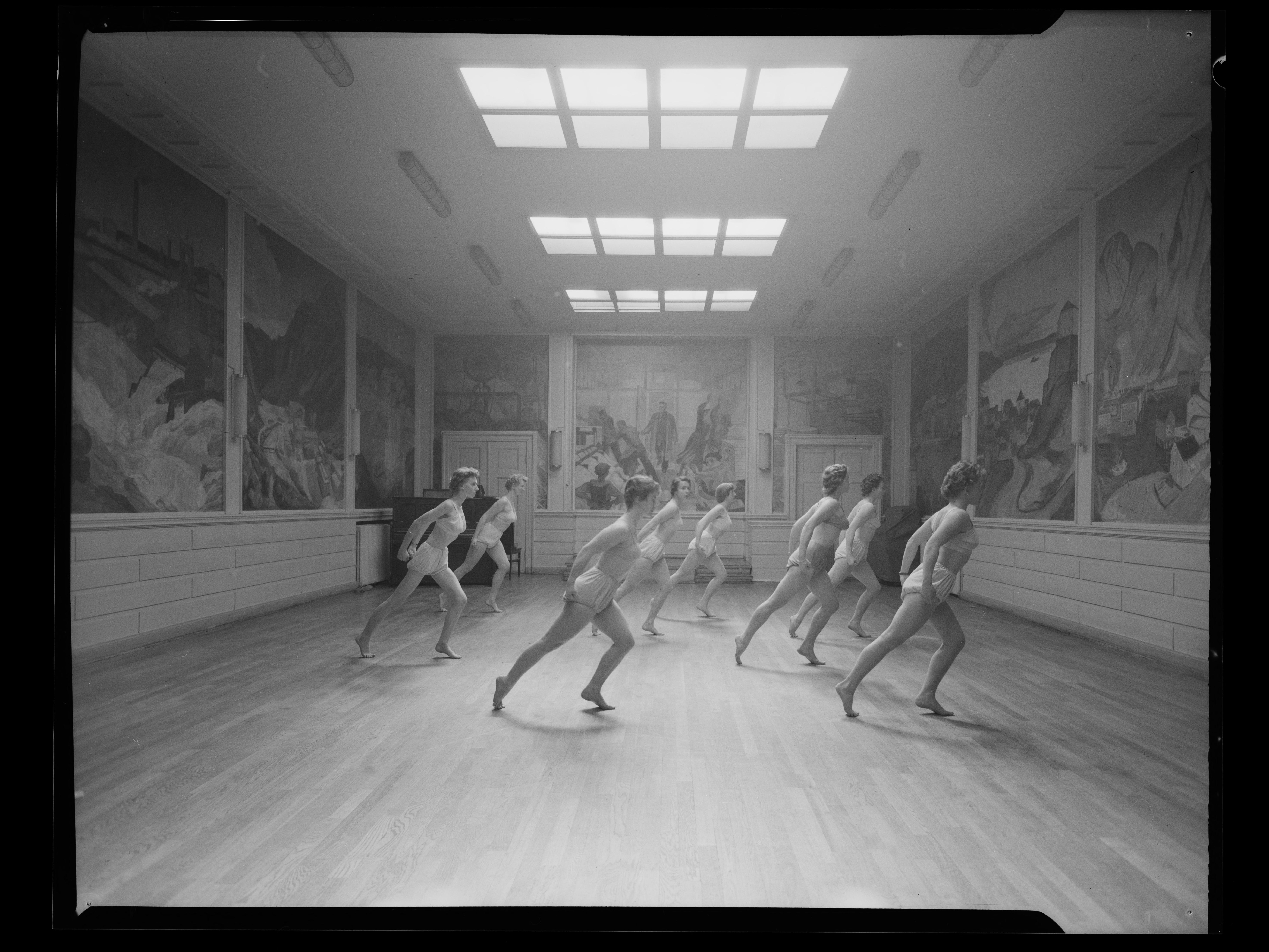
Mensendieck-skola, Norge, före 1956.

System Mensendieck är en gymnastik som syftar till balanserad och adekvat användning av kroppen och är avsedd att vara en både korrigerande och preventiv metod. Den lanserades officiellt då Bess Mensendieck började utbilda lärare år 1905 i Potsdam i Tyskland. 
Metoden, främst använd av kvinnor, består av en serie övningar för att bygga upp och vitalisera kroppen samt minska smärtor.
I dag är System Mensendieck främst inriktad på god hållning som grund för lämpliga ergonomiska vanor i vardagen. Gymnastiken innehåller långsamma rörelser där vissa specifika muskler används under överseende av en utbildad Mensendieck-instruktör. Även visualiseringar, andningsövningar och viljestärkande övningar ingår i träningen. Exempel på övningar är att lära sig sitta och stå med kroppstyngden fördelad på bästa sätt, att stå och lyfta på tår och hälar med bibehållen balans och lyfta armarna i koordination med andningen. Målet är att korrigera avvikelser från en korrekt kroppshållning.
På Bess Mensendiecks tid utfördes övningarna helt utan kläder, framför stora speglar för att utövarna också själv skulle kunna se kropp och muskelrörelser vid utförandet av övningarna. Numera används bikinibyxor och eventuellt bh. Undervisningen är individuell, antingen ensamt eller små grupper på upp till omkring sex deltagare. 
I dag undervisas system Mensendieck i Sverige, Danmark, Holland och Norge.
Mellan 1930-talet och 1950-talet fick systemet viss popularitet I Hollywood. Ingrid Bergman, Fredric March, Gloria Swanson och Cissy Pascal, hustru till författaren Raymond Chandler gav stöd till Mensendieck-systemet.